# جامعة التكوين المتواصل (الجزائر)
جامعة التكوين المتواصل (بالفرنسية:Université de la Formation Continue) هي مؤسسة جامعية أنشئت في 1990 وحاليا يقع مقرها الرئيسي في دالي ابراهيم، الجزائر العاصمة.، وتمتلك 54 مركزا جامعيا موزعا على ولايات الجزائر.

## تاريخ الجامعة
أنشئت الجامعة بمقتضى المرسوم التنفيذي رقم 90-149 والمؤرخ في 26 ماي 1990، كما تعتبر مؤسسة عمومية ذات طابع إداري تتمتع بالشخصية المعنوية،كانت جامعة التكوين المتواصل تستقطب الطلبة الحاصلين على مستوى السنة الثالثة ثانوي، للتسجيل والدراسة فيها وذلك بعد إجتياز إمتحان الدخول، كما أن الجامعة كانت تستقبل الطلبة الحائزين على شهادة البكالوريا لمختلف السنوات تطبيقا لمبدأ التكوين مدى الحياة الذي تتبناه، بحيث نسبة الحائزين على شهادة البكالوريا المسجلين في قسم التدرج تتراوح بين 15 و20 % من العدد الكلي للطلبة.
وكان يشترط للإلحاق بقسـم الـتدرج أن يكـون الطالـب حائـزا على شهادة بكالوريا التعليم الثانوي، أو ناجحا في امتحان الدخول إلى التدرج بجامعة التكوين المتواصل، أو شهادة بكالوريا أجنبية معادلة وفقا للقرار الوزاري 258 المؤرخ في 28 ديسمبر 1994 المحدد لشروط الالتحاق بجامعة التكوين المتواصل.
وفي نهاية الدراسة التي تمتد على مدى ثلاث سنوات، يتحصّل الطّالب على شهادة الدّراسات الجامعية التّطبيقية DEUA وفقا للمرسوم التنفيذي 90-219 المؤرخ في 21 جويلية 1990.
في عام 2017 صُدر القرار الوزاري رقم 1022 في 23 أكتوبر من نفس السنة، لتصبح شهادة البكالوريا أو معادلة لها شرطا للإلتحاق بالجامعة،كما سمح هذا القرار تأهيل الجامعة وفقا لنظام تعليم الجامعي L.M.D لتكوين الطلبة للحصول عل شهادة الليسانس والماستر عن بعد في حين يستمر تكوين الطلبة مسجلين بإنتظام إلى غاية حصولهم على شهادة الدّراسات الجامعية التّطبيقية. وقد بدأ العمل في التكوين بنظام L.M.D في السنة جامعية 2021/2020.

## نظام الدراسة
تكون دراسة عبر أرضية تعليمية Moodel بعد أن تقدم إدارة الجامعة إسم المستخدم وكلمة المرور الخاصة لكل طالب للولوج إلى موقع الإلكتروني الجامعة بحيث يتلقى مجموعة من دروس حسب تخصصه، بالإضافة إلى تنظيم وجدولة الدروس الحضورية (عادة في عطلة نهاية الأسبوع أو في المساء) للمراجعة والتوجيه، تجرى الإختبارات والمهام التي تم تكليف الطالب بها (فروض، مقالات) عبر الأرضية التعليمية، وفي نهاية كل سداسي تجرى الإمتحانات حضورية.
بعد أن يتمم طالب كل سداسيات، يقدم مذكرة التخرج ليعالج موضوع أكاديميا أو تطبيقيا وتتم مناقشتها عبر لجنة. في حالة النجاح تسلم لطالب شهادة الليسانس أو الماستر (حسب التكوين)، وهي معادلة للجامعة النظامية وتسمح بالمشاركة في مسابقة الدكتوراه.

## قائمة المراجع
1. ↑  B, Saliha (27 Jun 2022). "Études en Algérie : qu'est-ce que l'université de la formation continue (UFC) ?". Dzair Daily (بfr-FR). Archived from the original on 2024-08-08. Retrieved 2025-08-20.{{استشهاد ويب}}:  صيانة الاستشهاد: لغة غير مدعومة (link)
2. 1 2  "A1990022" (PDF). الجريدة الرسمية للجمهورية الجزائرية الديمقراطية الشعبية. 30 مايو 1990. مؤرشف (pdf) من الأصل في 2025-08-20. اطلع عليه بتاريخ 2025-08-20.
3. ↑  "مراكز التكوين المتواصل – جامعة التكوين المتواصل". مؤرشف من الأصل في 2025-08-20. اطلع عليه بتاريخ 2025-08-20.
4. ↑  "الفصل الثالث – وزارة التعليم العالي والبحث العلمي". مؤرشف من الأصل في 2024-10-13. اطلع عليه بتاريخ 2025-08-20.
5. ↑  "جامعة التكوين المتواصل/ لمحة تاريخية – جامعة التكوين المتواصل". مؤرشف من الأصل في 2025-07-19. اطلع عليه بتاريخ 2025-08-20.
6. ↑  Ferhani, Fatma-Fatiha (1 Apr 2022). "Dispositifs hybrides et formation continue des enseignants en Algérie". Revue internationale d’éducation de Sèvres (بالفرنسية) (89): 16–19. DOI:10.4000/ries.11928. ISSN:1254-4590.
7. ↑  "قرار رقم 1022 المؤرخ في 23 أكتوبر 2017 يحدد مهام وشروط الالتحاق بجامعة التكوين المتواصل" (PDF). UFC. 23 أكتوبر 2017. اطلع عليه بتاريخ 2025-08-20.
8. ↑  الشروق (8 Feb 2021). "جامعة التكوين المتواصل للراغبين في دراسة أكثر من تخصص جامعي". الشروق أونلاين (بar-DZ). Archived from the original on 2021-02-14. Retrieved 2025-08-20.{{استشهاد ويب}}:  صيانة الاستشهاد: لغة غير مدعومة (link)
9. ↑  "افتتاح التسجيلات في الليسانس والماستر عن بعد بجامعة التكوين المتواصل - الوطني : البلاد". www.elbilad.net. مؤرشف من الأصل في 2025-03-23. اطلع عليه بتاريخ 2025-08-20.
10. ↑  "رد وزارة التعليم العالي والبحث العلمي بخصوص معادلة شهادة الليسانس الصادرة جامعة التكوين المتواصل – جامعة التكوين المتواصل". اطلع عليه بتاريخ 2025-08-20.
11. ↑  صحراوي، أمينة (8 أبريل 2025). "رسميا..الفصل في مطابقة شهادات ليافسي والمشاركة في مسابقات التوظيف". الجزائر الجديدة. اطلع عليه بتاريخ 2025-08-20.
12. ↑  "تثمين شهادات جامعة التكوين المتواصل من قبل مصالح المديرية العامة للوظيفة العمومية والإصلاح الإداري‎ – جامعة التكوين المتواصل". ufc.dz. مؤرشف من الأصل في 2025-08-20. اطلع عليه بتاريخ 2025-08-20.

## وصلات خارجية
- الموقع الرسمي.